# The Legend of Zelda: Ocarina of Time
The Legend of Zelda: Ocarina of Time (ゼルダの伝説 時のオカリナ Zeruda no Densetsu Toki no Okarina) er det femte spil i Nintendos The Legend of Zelda-serie. Det blev udgivet i Japan 21. november 1998, i USA 23. november 1998 og i Europa 18. december 1998. Det var det første spil i serien til Nintendo 64 og det første Zelda-spil i 3-D.
Inden for de første seks måneder efter dets udgivelser solgtes fem millioner kopier af Ocarina of Time, og der er solgt mere end 7,6 millioner kopier på verdensplan. Det betragtes af mange som et af de bedste spil, der er lavet. Ocarina of Time blev genudgivet i begrænsede mængder til Nintendo GameCube i 2002 i USA, hvor det blev tilbudt som incitament til forudbestilling af The Wind Waker. I Europa blev spillet imidlertid udgivet med hver eneste kopi af Wind Waker, på nær med den billigere platinversion. Denne version indeholdt også dele af en tidligere uudgivet 64DD-udvidelse kendt som Ura Zelda. Forudbestillingsbonusversionen blev kaldt Ocarina of Time Master Quest. Ocarina of Time blev senere samme år portet igen; denne gang som del af The Legend of Zelda: Collector's Edition til GameCube. Denne disk indeholdt også The Legend of Zelda: Majora's Mask, såvel som seriens første to spil (The Legend of Zelda and Zelda II: The Adventure of Link,) der oprindeligt blev lavet til 8-bit-maskinen Nintendo Entertainment System. Spillet var oprindeligt planlagt til udvidelsen Nintendo 64DD. i 2007 blev det oprindelige spil desuden udgivet til Wii-servicen "Virtual Console".